# アンモナイト!/黄昏のラプソディ
「アンモナイト!／黄昏のラプソディ」（アンモナイト／たそがれのラプソディ）は、ねごとの楽曲。同グループ8枚目のシングルとして2014年9月24日に発売。発売元はKi/oon Music。

## 解説
- 恋の両A面シングルと称され、収録される新曲2曲ともが恋愛をテーマにしたものとなっている。
- ねごとのシングルにおいて2012年の「Lightdentity/Re:myend!」以来2度目の両A面シングル。
- また、「アンモナイト!」「黄昏のラプソディ」前作までの作品においての作詞・作曲が「negoto」といったバンド名義だったのに対し、蒼山の一人だけのクレジットとなっている。
- 初回生産限定盤と通常盤の初回仕様特典として、アナザージャケットを封入(全4種中1種)。このほかに購入した店舗に応じてステッカーが付けられた。この他、初回生産限定盤は4面ブックレット ポスター仕様となっており、2014年5月2日に東京 Mt.RAINIER HALL SHIBUYA PLEASURE PLEASUREで行われたワンマンライブ映像を収めたDVDがついている。

## 収録曲
1. アンモナイト!
2. 黄昏のラプソディ
3. Re:myend! -Mizuki Masuda Remix-

作詞：蒼山幸子（全曲）　
作曲：蒼山幸子（アンモナイト!、黄昏のラプソディ）沙田瑞紀・蒼山幸子 (Re:myend! -Mizuki Masuda Remix-)
リミックス：沙田瑞紀（Re:myend! -Mizuki Masuda Remix-）

## 初回生産限定盤 DVD収録内容
LIVE at 東京 Mt.RAINIER HALL SHIBUYA PLEASURE PLEASURE ねごと presents 「お口ポカーン!!“Z”OOM in Y day」
1. シンクロマニカ
2. 真夜中のアンセム
3. ふわりのこと
4. ながいまばたき
5. 迷宮ラブレター